# Marcos García
Marcos García Barreno, född 21 mars 1987, är en spansk fotbollsspelare (mittfältare) som bland annat har spelat för Valladolid. García har representerat Spanien på U17-, U19- och U20-nivå